# المانمة (حبيش)

تعديل مصدري - تعديل

المانمة هي إحدى قرى عزلة بني شبيب بمديرية حبيش التابعة لمحافظة إب، بلغ تعداد سكانها 281 نسمة حسب تعداد اليمن لعام 2004.